# Peter Jacobs
Peter Jacobs (Pinner, 26 settembre 1938) è un ex schermidore britannico, vincitore di una medaglia d'argento ai campionati mondiali di scherma.